# Philippe Escande
Pour les articles homonymes, voir Escande.

a Compétitions nationales et continentales officielles uniquement.

Philippe Escande, né le 3 août 1957 à Béziers, est un joueur de rugby à XV, qui a joué avec l'Association sportive de Béziers Hérault, évoluant au poste de trois-quart centre.

## Carrière
Philippe Escande commence sa carrière avec le RC Sérignan puis il joue au SO Vendres ou il devient champion de France Honneur en 1975. L'année suivante l'équipe du SOV perd en demi-finale de troisième division, il  marque trois drops en quart de finale dans un match mémorable contre les Catalans de Rivesaltes.
Il joue ensuite une grande partie de sa carrière avec l'AS Béziers avec qui il remporte trois titres de champion de France en 1981, 1983 et 1984. En 1986, il rejoint le Montpellier rugby club à sa création à la suite de la fusion du stade montpelliérain et du Montpellier Paillade Sport Club. Il finit sa carrière avec le RC Vendres, le Racing club serignanais puis le Rugby club les plages d'Orb (RCPO). En parallèle de sa carrière de joueur, il exerce le métier de cadre bancaire.

## Palmarès
- Championnat de France de première division :
  - Champion (3) : 1981, 1983 et 1984
- Challenge Yves Du Manoir :
  - Vainqueur (1) : 1977